# Pauridiantha
Pauridiantha es un género con 56 especies de plantas fanerógamas perteneciente a la familia de las rubiáceas.
Es nativa de África tropical y Madagascar.

## Taxonomía
Pauridiantha fue descrita por Hook.f. in G.Bentham & J.D.Hooker y publicado en Genera Plantarum 2: 69, en el año 1873.

## Especies
- Pauridiantha afzelii, (Hiern) Bremek.
- Pauridiantha bequaertii, (De Wild.) Bremek.
- Pauridiantha bridelioides, Verdc.
- Pauridiantha callicarpoides, (Hiern) Bremek.
- Pauridiantha camposii, (G.Taylor) N.Hallé
- Pauridiantha canthiiflora, Hook.f.
- Pauridiantha coalescens, Ntore & Dessein
- Pauridiantha dewevrei, (De Wild. & T.Durand) Bremek.
- Pauridiantha divaricata, (K.Schum.) Bremek.
- Pauridiantha efferata, N.Hallé
- Pauridiantha floribunda, (K.Schum. & K.Krause) Bremek.
- Pauridiantha hirsuta, Ntore
- Pauridiantha hirtella, (Benth.) Bremek.
- Pauridiantha insularis, (Hiern) Bremek.
- Pauridiantha kahuziensis, Ntore
- Pauridiantha kizuensis, Bremek.
- Pauridiantha letestuana, (De Wild. & T.Durand) Ntore & Dessein
- Pauridiantha liberiensis, Ntore
- Pauridiantha liebrechtsiana, (De Wild. & T.Durand) Ntore & Dessein
- Pauridiantha mayumbensis, (R.D.Good) Bremek.
- Pauridiantha micrantha,  Bremek.
- Pauridiantha microphylla, R.D.Good
- Pauridiantha muhakiensis, Ntore
- Pauridiantha multiflora, K.Schum.
- Pauridiantha paucinervis, (Hiern) Bremek.
- Pauridiantha pierlotii, N.Hallé
- Pauridiantha pleiantha, Ntore & Dessein
- Pauridiantha pyramidata, (K.Krause) Bremek.
- Pauridiantha rubens, (Benth.) Bremek.
- Pauridiantha schnellii, N.Hallé
- Pauridiantha siderophila, N.Hallé
- Pauridiantha smetsiana, Ntore & Dessein
- Pauridiantha sylvicola, (Hutch. & Dalz.) Bremek.
- Pauridiantha symplocoides, (S.Moore.) Bremek.
- Pauridiantha talbotii, (Wernham) Ntore & Dessein
- Pauridiantha udzungwaensis, Ntore & Dessein
- Pauridiantha verticillata, (De Wild. & T.Durand) N.Hallé
- Pauridiantha viridiflora, (Schweinf. ex Hiern) Hepper